# NSU 6/30 PS
La NSU 6/30 PS était une voiture de classe moyenne, produite par le constructeur allemand NSU Automobile AG durant quelques mois en 1928. Elle était dérivée de la voiture de course NSU 6/60 PS Kompressor.

## Composition mécanique
Le moteur était un six cylindres de 1,567 cm3 (60,8 mm d'alésage x 99 mm de course), développant 30 Ch (22 kW) à 3 000 tr/min et refroidi par eau. Ce modèle disposait d'une boîte de vitesses à 3 rapports.
L'empattement de la voiture était de 2,815 mm, la largeur de voie 1,250 mm et un poids à vide de 1.040 à 1,210 kg, selon les carrosseries. La vitesse maximale était d'environ 85 km/h.
Ce modèle fut le premier à être produit dans la nouvelle usine d'Heilbronn  ne fut que de 22 exemplaires. La NSU 6/30 PS sera remplacée dès le mois d'octobre 1928 par la NSU 7/34 PS.
NSU a fait faillite juste après la présentation de ce modèle et ses créanciers ont vendu la marque et l'usine à Fiat pour la somme rondelette de 2 millions de Reichsmarks. (rappelons que le taux de conversion entre le mark et le reichsmark s'élevait à 1 000 000 000 000, soit mille milliards). Pour conclure la vente, NSU s'était engagé à abandonner à tout jamais la construction d'automobiles.
Les modèles suivants ont été renommés Fiat-NSU.